# RTV Berkelstroom
RTV Berkelstroom (voorheen actief als B-FM en Berkelstroom FM) is een lokale radiozender en lokale omroep voor de gemeente Zutphen in de Achterhoek. De zender werd in 1990 opgericht onder de naam Berkelstroom Radio.
RTV Berkelstroom zendt 24 uur per dag radio uit. Met gemiddeld zes uur zendtijd aan live radio, de overige uren worden non-stop uitgezonden. 
De lokale omroep bied momenteel één TV format aan: “Zutphen aan tafel” hierbij spreken meerdere interviewers aan tafel met belangrijke mensen en activiteiten uit de regio. 

## Samenwerking
De lokale omroep werkt nauw samen met andere omroepen. Dit doet ze onder de naam RTV Stedendriehoek. Ze deelt inhoudelijke bijdragen met RTV Veluwezoom (Brummen), Radio Voorst, RTV Apeldoorn en Deventer Radio.

## Media-aanbod
B-FM is de media-instelling voor de gemeente Zutphen en verzorgt een media-aanbod zoals bedoeld in de Mediawet. Zij zendt ongeveer 25% van de ICE-tijd (mediawet, periode tussen 07.00 en 23.00) rechtstreeks uit op de radio.

## Huidige programma's
RTV Berkelstroom zendt de volgende wekelijkse radioprogramma's uit:
- Staalplaat gepresenteerd door Abel Staal (Co-host: Martin)
- Praten met Pieter
- Hollands uur
- B-FM KickStart gepresenteerd door Matthijs Wissink
- Sander & Yorick gepresenteerd door Sander Worseling en Yorick Knol
- Local Underground
- Marleens alternatives
- Helemaal uit de regio
- koppelkoers
- De rooie Rogers show
- De Avond Ronde
- De Keuze Van Coen (Coen Verboom)
- Time To Dance
- Remember (Evert-Jan Zwiers)
- Mr. Jazz & Co (Frank Ong-Alok)
- De Zondag Avond Show (Erik Hendriksen)
- Nieuws Van De Regio
- Donder en Bliksem (oorspronkelijk van RTV Veluwezoom)
- Naar bed met Evert! gepresenteerd door Evert-Jan Zwiers
- Lekker Nederlands
- De Nacht van Zutphen
- Het Geluid van Zutphen